# أرجل كاذبة خيطية
الأرجل الكاذبة الخيطية هي نتوءات سيتوبلازمية رفيعة تمتد إلى ما وراء الحافة الأمامية من الأقدام الصفاحية في الخلايا المهاجرة. داخل القدم الصفاحية، تُعرف أضلاع الأكتين باسم الأشواك المكروية، وعندما تمتد إلى ما بعد الأقدام الصفاحية، تُعرف باسم الأرجل الكاذبة الخيطية. تحتوي على خيوط مكروية (تسمى أيضًا خيوط الأكتين) متشابكة ضمن حزم بواسطة بروتينات تجميع الأكتين، مثل الفيمبرين والفاسين. تشكل الأرجل الكاذبة الخيطية التصاقات بؤرية مع الطبقة السفلية، وتربطها بسطح الخلية. تُظهر العديد من أنواع الخلايا المهاجرة أرجل كاذبة خيطية، ويُعتقد أنها مسؤولة عن استشعار الإشارات كيميائية التوجه وما ينتج عنها من تغيرات في الحركة الموجهة.
يؤدي تنشيط عائلة آر إتش اوه من بروتينات جي تي باز (GTPase)، وخاصةً سي دي سي 42 ووسطائها، إلى بلمرة ألياف الأكتين بواسطة بروتينات التماثل إينا/فاسب. ترتبط عوامل النمو بمستقبلات كيناسات التيروزين ما يؤدي إلى بلمرة خيوط الأكتين، والتي تشكل عند تشابكها العناصر الهيكلية الخلوية الداعمة للأرجل الكاذبة الخيطية. ينتج عن نشاط آر إتش اوه أيضًا التنشيط عن طريق فسفرة عائلة بروتينات إزرين-ريدكسين-مويسين التي تربط خيوط الأكتين بغشاء الأرجل الكاذبة الخيطية. 
تلعب الأرجل الكاذبة الخيطية دورًا في الاستشعار والهجرة ونمو المحاور العصبية والتآثرات بين الخلايا. لإتمام عملية إغلاق جرح في الفقاريات، تحفز عوامل النمو تكوين الأرجل الكاذبة الخيطية في الخلايا الليفية اليافعة لتوجيه هجرتها وإغلاق الجرح. في الخلايا البلعمية الكبيرة، تعمل الأرجل الكاذبة الخيطية كمجسات بلعمية، تسحب العناصر المرتبطة بها نحو الخلية لتتم بلعمتها.

## في حالات العدوى
تستخدم الأرجل الكاذبة الخيطية أيضًا لحركة البكتيريا بين الخلايا، وذلك لتفادي الجهاز المناعي للعائل. تنتقل بكتيريا الإيرليخية داخل الخلوية بين الخلايا عن طريق الأرجل الكاذبة الخيطية للخلية العائل بتحفيز من العامل الممرض خلال المراحل الأولية من العدوى. تعد الأرجل الكاذبة الخيطية نقطة الاتصال الأولية بين خلايا الظهارة الصباغية الشبكية البشرية والأجسام الأولية للمتدثرة الحثرية، البكتيريا التي تسبب داء المتدثرات.
أُثبت أن الفيروسات تنتقل على طول الأرجل الكاذبة الخيطية نحو جسم الخلية، ما يؤدي إلى حدوث العدوى. بالإضافة إلى ذلك، وُصف النقل الموجه لعامل نمو البشرة المرتبط بالمستقبل على طول الأرجل الكاذبة الخيطية، ما يدعم وظيفة الاستشعار المقترحة للأرجل الكاذبة الخيطية.
تبين أن فيروس كورونا المرتبط بالمتلازمة التنفسية الحادة الشديدة النوع 2، وهو سلالة من فيروس كورونا مسؤولة عن مرض كوفيد-19، يشكل أرجل كاذبة خيطية في الخلايا المصابة.

## في خلايا الدماغ
في أثناء نمو العصبونات، تمتد الأرجل الكاذبة الخيطية من مخروط النمو في الحافة الأمامية. في العصبونات التي لا تحتوي على الأرجل الكاذبة الخيطية بسبب التثبيط الجزئي لبلمرة خيوط الأكتين، يستمر امتداد مخروط النمو كالمعتاد، ولكن اتجاه النمو يكون خاطئًا وغير منتظم. بالإضافة إلى ذلك، ارتبطت الإسقاطات الشبيهة بالأرجل الكاذبة الخيطية بتشكل التغصنات (الزوائد الشجرية) عند تكوين المشابك العصبية الجديدة في الدماغ.
أظهرت دراسة باستخدام التصوير البروتيني للفئران البالغة أن الأرجل الكاذبة الخيطية في المناطق الخاضعة للدراسة كانت بالقيمة الأسية أكثر وفرةً مما كان يعتقد سابقًا، وتشكل نحو 30% من جميع النتوءات التغصنية. في حوافها، تحتوي على «مشابك صامتة» تكون غير نشطة حتى يتم تفعيلها كجزء من اللدونة العصبية والتعلم المرن أو تخزين الذكريات، وكان يُعتقد سابقًا أنها موجودة بشكل أساسي في الدماغ النامي قبل البلوغ وتزول مع مرور الوقت.